# 존재자 (영화)
《존재자》(타갈로그어: Nilalang, 일본어: 存在者)는 2015년에 개봉된 필리핀의 액션 스릴러 영화이다. 2015년 12월 25일에 메트로마닐라 영화제를 통해 공개되었다. 일본에서 시작된 초국가적 조직 범죄 조직의 상속녀와 팀을 이루는 현지 법의학 전문가에 관한 이야기를 담고 있다.

## 캐스팅
- 세사르 몬타노 : 토니 역
- 오자와 마리아 : 미유키 역
- 메그 임페리얼 : 제인 역
- 얌 콘셉시온 : 아카네 역
- 촐로 바레토 : 토토이 역
- 디도 데 라 파스 : 게바라 대령 역
- 키코 마토스: 마크 역
- 오브리 마일즈 : 틴(토니의 여자 친구) 역
- 알렉상드르 샤를레 : 장뤽 라미(프랑스 출신의 인터폴 에이전트) 역
- 소니 시손: 이시즈키 역
- 제프 센타우리: 미유키의 야쿠자 경호원 역
- 칼릴 라모스: 10대 시절의 마크 역